# South Stann Creek
South Stann Creek är ett vattendrag i Belize. Det ligger i distriktet Stann Creek, i den sydöstra delen av landet, 80 km sydost om huvudstaden Belmopan.